# Sargento Stubby
El Sargento Stubby (21 de julio de 1916 - 16 de marzo de 1926) está considerado como el perro de guerra más condecorado de la Primera Guerra Mundial y el único perro en lograr un ascenso y ser nombrado sargento por méritos en combate, afirmación de la que no hay pruebas documentales, pero es reconocida en una exposición en el Museo Smithsonian.
Stubby (en inglés: rechoncho o achaparrado) fue la mascota oficial del 102.º Regimiento de Infantería y asignado a la 26ª División (Yankee). Sirvió durante 18 meses y participó en 17 batallas del Frente Occidental. Gracias a su olfato, salvó a su regimiento de ataques por sorpresa con gas mostaza avisándoles con sus ladridos, encontraba y confortaba a heridos y una vez, capturó a un soldado alemán mordiéndolo por los pantalones y sujetándolo hasta que soldados estadounidenses dieron con él. De vuelta a casa, sus hazañas fueron noticia de primera plana en la mayoría de periódicos.

## Primeros años
Stubby era un boston terrier que fue encontrado merodeando por los jardines del campus de la Universidad de Yale en Connecticut en julio de 1917, mientras miembros del 102.º Regimiento de Infantería entrenaban. El perro se quedó por allí viendo como los hombres se ejercitaban y un soldado, Robert Conroy, se encariñó con el perro. El día que llegó el momento de embarcar para partir hacia el frente, Conroy subió a bordo con Stubby escondido. Cuando fue descubierto por el oficial al mando, Stubby saludó como si hubiera estado entrenando en el campamento y el oficial permitió que se quedara a bordo.

## Servicio militar

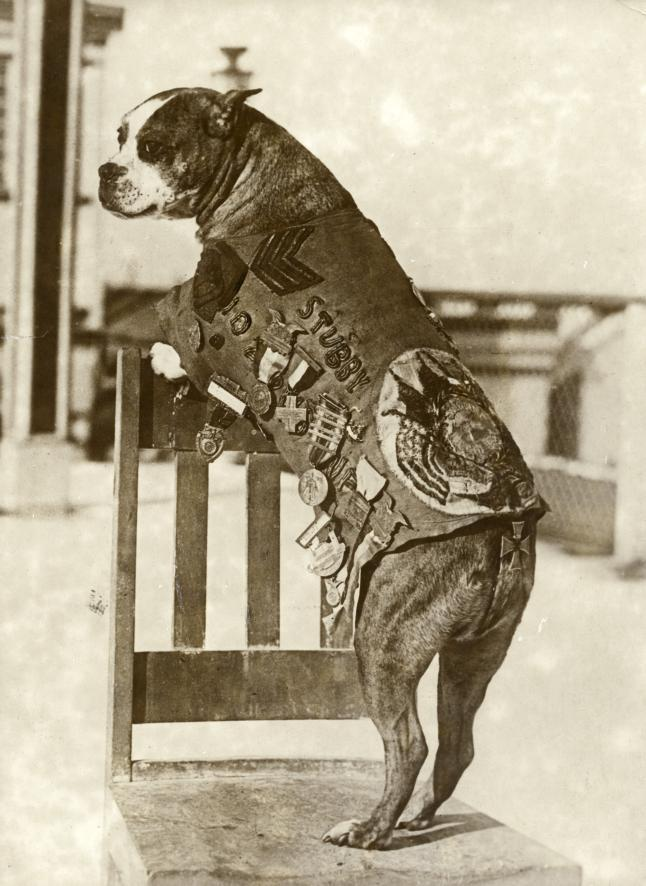
Sargento Stubby con su abrigo y medallas.

Stubby sirvió con el 102.º Regimiento de Infantería en las trincheras de Francia durante dieciocho meses y participó en cuatro ofensivas y diecisiete batallas. Entró en combate el 5 de febrero de 1918 en  Chemin des Dames, al norte de Soissons, y estuvo día y noche, durante un mes, bajo constante fuego enemigo.
En abril de 1918, durante un asalto para tomar Schieprey, Stubby fue herido en la pata delantera por una granada de mano lanzada por los alemanes en retirada. Fue enviado a la retaguardia para su recuperación y, al igual que hacía en el frente, ayudó a levantar la moral entre los heridos.
Cuando se recuperó de sus heridas, Stubby volvió a las trincheras. Ya lucía entonces dos bandas de herido en combate.
Cuando hicieron su aparición las armas químicas, Stubby aprendió a alertar a su unidad de ataques con gas venenoso, localizaba a los heridos en tierra de nadie y, ya que con su fino oído podía escuchar los obuses silbando en el aire antes que los humanos, llegó a ser muy hábil haciendo saber a su unidad cuando tenían que ponerse a cubierto.
Fue también el único responsable de la captura de un espía alemán en la Ofensiva de Meuse-Argonne y por este motivo, el oficial al mando del 102.º Regimiento, recomendó el ascenso de Stubby al grado de sargento. Sin embargo, si Stubby fue realmente ascendido o si incluso llegó a ser un miembro oficial del ejército, es un tema en discusión.
Tras la reconquista de Château-Thierry por el ejército estadounidense, las mujeres de la ciudad hicieron a Stubby un abrigo de gamuza donde le colocaron sus medallas.
Más tarde volvió a ser herido en el pecho y una pata y al final de la guerra Robert Conroy volvió con él a su hogar.

## Después de la guerra

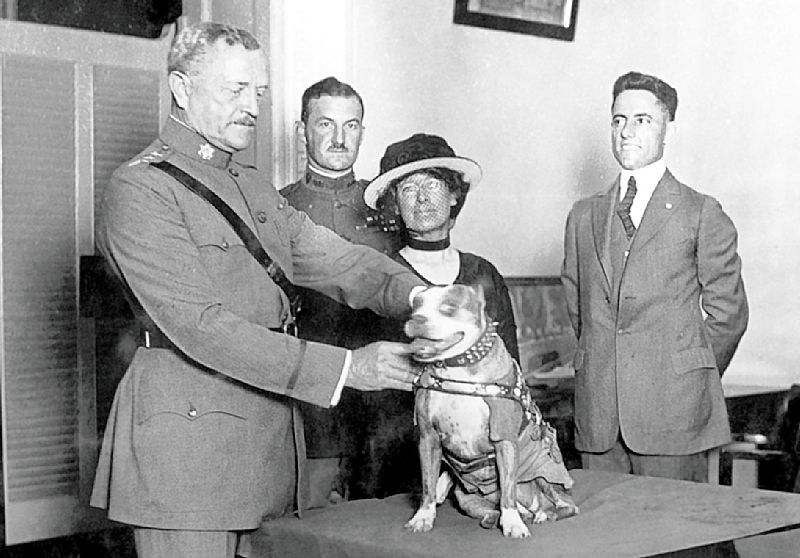
Gen.John Pershing impone la medalla al sargento Stubby.

Tras su regreso a casa, Stubby se convirtió en una celebridad y en las paradas militares marchaba y a menudo encabezaba muchos desfiles por todo el país. Tuvo encuentros con los presidentes Woodrow Wilson, Calvin Coolidge y Warren G. Harding. En 1921, el general John J. Pershing le impuso a Stubby la medalla de oro de la Humane Society of the United States, acto que quedó reflejado en una famosa fotografía.
A comienzos de 1921, Conroy asistió a la Georgetown University Law Center y Stubby estuvo con él convirtiéndose en la mascota del Georgetown Hoyas, el equipo de la universidad. Stubby animaba al equipo de fútbol americano y en los descansos empujaba la pelota alrededor del campo para deleite de los aficionados.
Stubby murió mientras dormía en 1926. Después de su muerte fue disecado y conservado y Conroy lo donó al Smithsonian en 1956.

## Legado

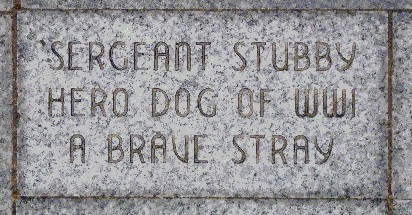
Placa en el Liberty Memorial.

Tras su muerte, a Stubby se le dedicó un obituario de más de media página en el New York Times, mucho más largo que el de otros personajes notables de su época. Además, fue retratado por artista del Capitolio Charles Ayer Whipple.
Durante una ceremonia de conmemoración del Día del armisticio en 2006, se colocó una placa en el Camino de Honor del Liberty Memorial en Kansas City en recuerdo del Sargento Stubby.
En la placa se puede leer:
"Sargento Stubby un héroe canino de la I Guerra Mundial. Un vagabundo valiente".
Stubby fue también un tema destacado en la exposición "Animales valientes" del Legermuseum en Delft, en Holanda, en el  2008.
Ha sido el tema de al menos cuatro libros.
La película de animación Stubby, un héroe muy especial  (estrenada en 2018) está basada en su vida.